# Alan Peacock
Alan Peacock (Middlesbrough, 1937. október 29. – 2025. június 28. vagy 29.) angol válogatott labdarúgó.

## Pályafutása

### Klubcsapatokban
1954–1964 között a Middlesbrough, 1964–1967 között a Leeds United labdarúgója volt. 1967–68-ben a Plymouth Argyle csapatában fejezte be az aktív játékot.

### A válogatottban
1962 és 1965 között hat alkalommal szerepelt az angol válogatottban és három gólt szerzett. Részt vett az 1962-es chilei világbajnokságon.